# Parotia
Parotia Vieillot, 1816 è un genere di uccelli passeriformi della famiglia Paradisaeidae.

## Descrizione
Gli uccelli del paradiso dalle sei penne possono ricordare superficialmente le pitte o degli storni, dall'aspetto robusto e paffuto, corta coda e becco corvino. Le dimensioni delle varie specie sono generalmente comprese fra i 25 e i 32 cm di lunghezza:fa eccezione la paradisea di Wahnes, che possiede una lunga coda e quindi supera i 40 cm di taglia. Tutte le specie presentano dicromatismo sessuale, coi maschi dalla livrea quasi completamente nera (fanno eccezione la paradisea di von Berlepsch e la paradisea della regina Carola, in cui faccia e petto sono bruni ed è presente del bianco sui fianchi), ad eccezione di un'area più chiara sulla fronte e nuca e della nuca e del petto, di colore metallizzato. In queste zone, le penne possiedono barbule biforcute, che vanno a creare microstrutture riflettenti due colori (solitamente verde-azzurro e bronzeo) piuttosto che iridescenza vera e propria. In tutte e specie il maschio presenta tre caratteristiche penne allungate a forma di spatola dietro ciascun occhio (da cui il nome comune di "paradisee dalle sei penne" con cui questi uccelli sono conosciuti), e anche le penne dei lati del collo e della groppa sono modificate a divenire allungate e sfilacciate: queste penne modificate sono assenti nelle femmine, nelle quali predominano nella livrea tonalità mimetiche di bruno e di beige. Il becco e le zampe sono neri in ambedue i sessi in tutte le specie, gli occhi sono azzurri o gialli, l'interno della bocca è giallo-verdastro brillante.

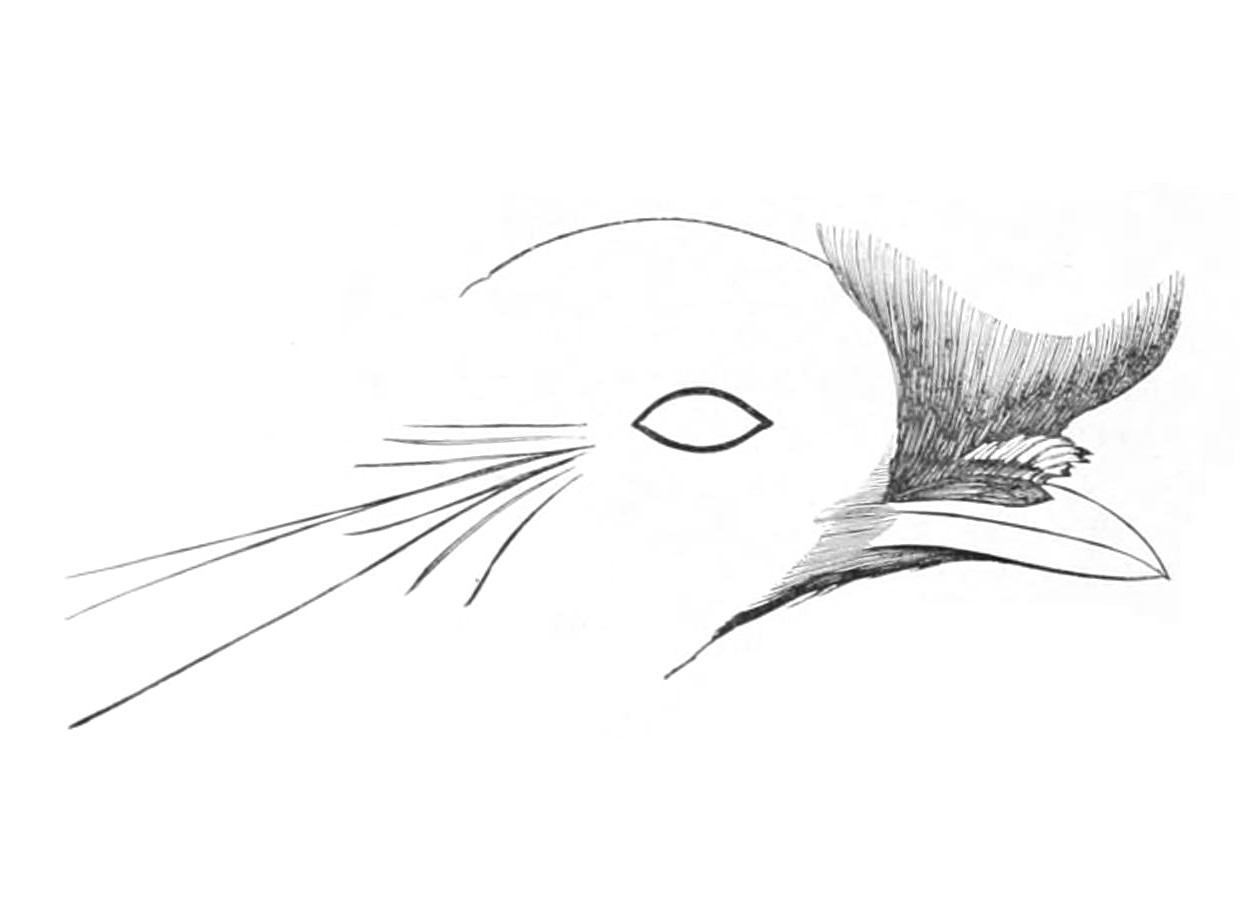
Figura illustrante il punto d'attacco delle penne ornamentali cefaliche dietro l'occhio nel maschio.
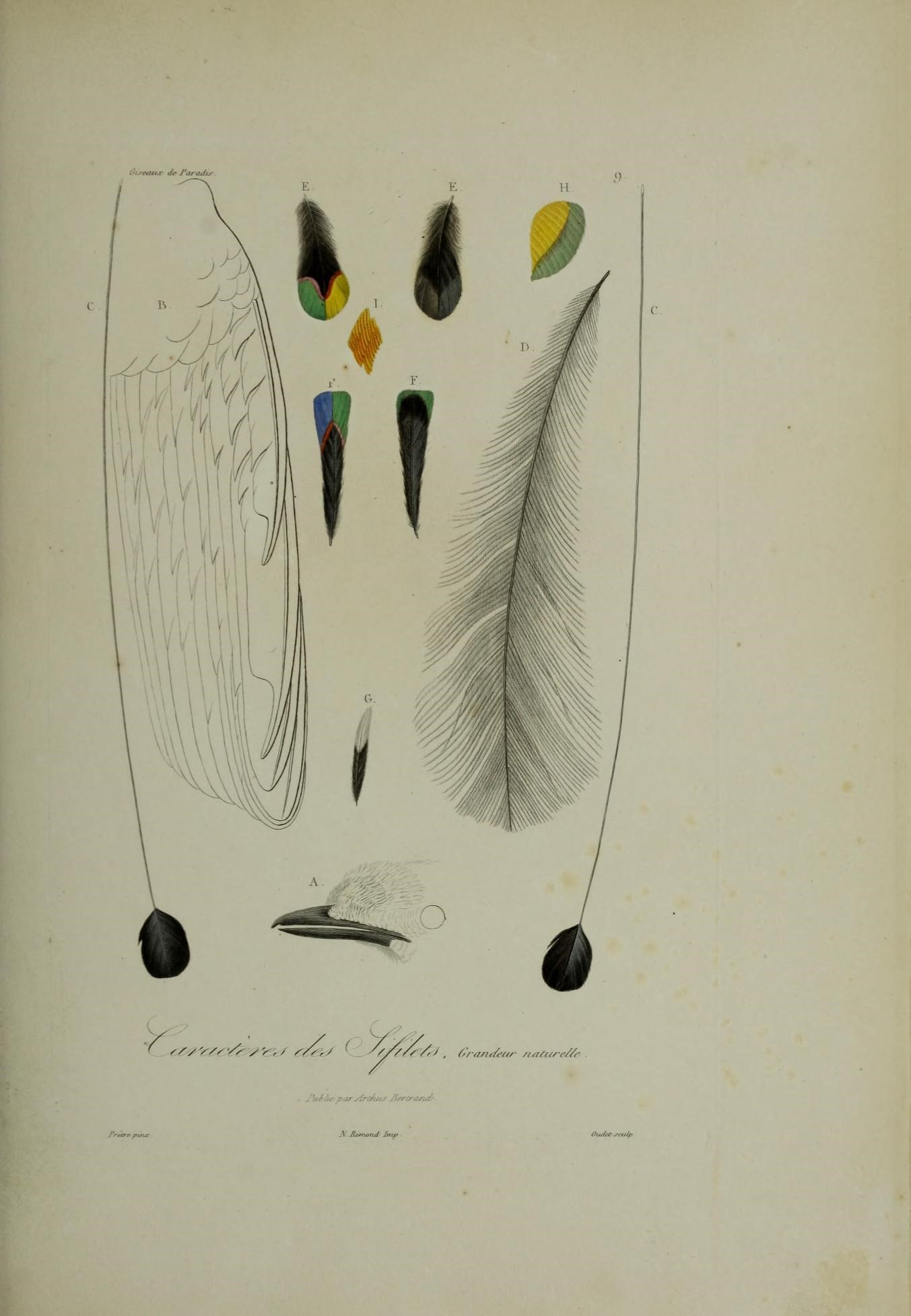
Set di penne ornamentali di uccello del paradiso dalle sei penne a cura di René-Primevère Lesson.

## Distribuzione e habitat
Tutte le paradisee dalle sei penne sono endemiche della Nuova Guinea, dove ciascuna specie occupa una porzione dell'asse montuoso dell'isola in direttrice NW-SE (fatta eccezione la paradisea di von Berlepsch, diffusa in una piccola area montuosa del centro-nord, e per la paradisea di Wahne, diffusa nella penisola di Huon): questi uccelli sono degli abitatori della foresta pluviale subalpina a prevalenza di latifoglie, spingendosi anche nelle aree di foresta secondaria e persino in aree antropizzate, come piantagioni, parchi e giardini di zone periferiche.

## Biologia
Si tratta di uccelli dalle abitudini solitarie e diurne, che si muovono alla ricerca di cibo (costituito soprattutto da frutta e in misura minore da piccoli animali) fra i rami delle cime degli alberi.

Come osservabile in molti uccelli del paradiso, anche le paradisee dalle sei penne sono poligine, coi maschi che si esibiscono in elaborati balletti nuziali individuali in posti che vengono da essi accuratamente ripuliti al fine di attrarre quante più femmine possibile, mediante una serie di movimenti a penne spiegate atti a mettere in mostra le aree metallizzate di nuca e petto. A partire dall'accoppiamento, l'intero evento riproduttivo (costruzione del nido, cova e cure parentali ai nidiacei) è a esclusivo carico della femmina.

## Tassonomia
Se ne conoscono sei specie:

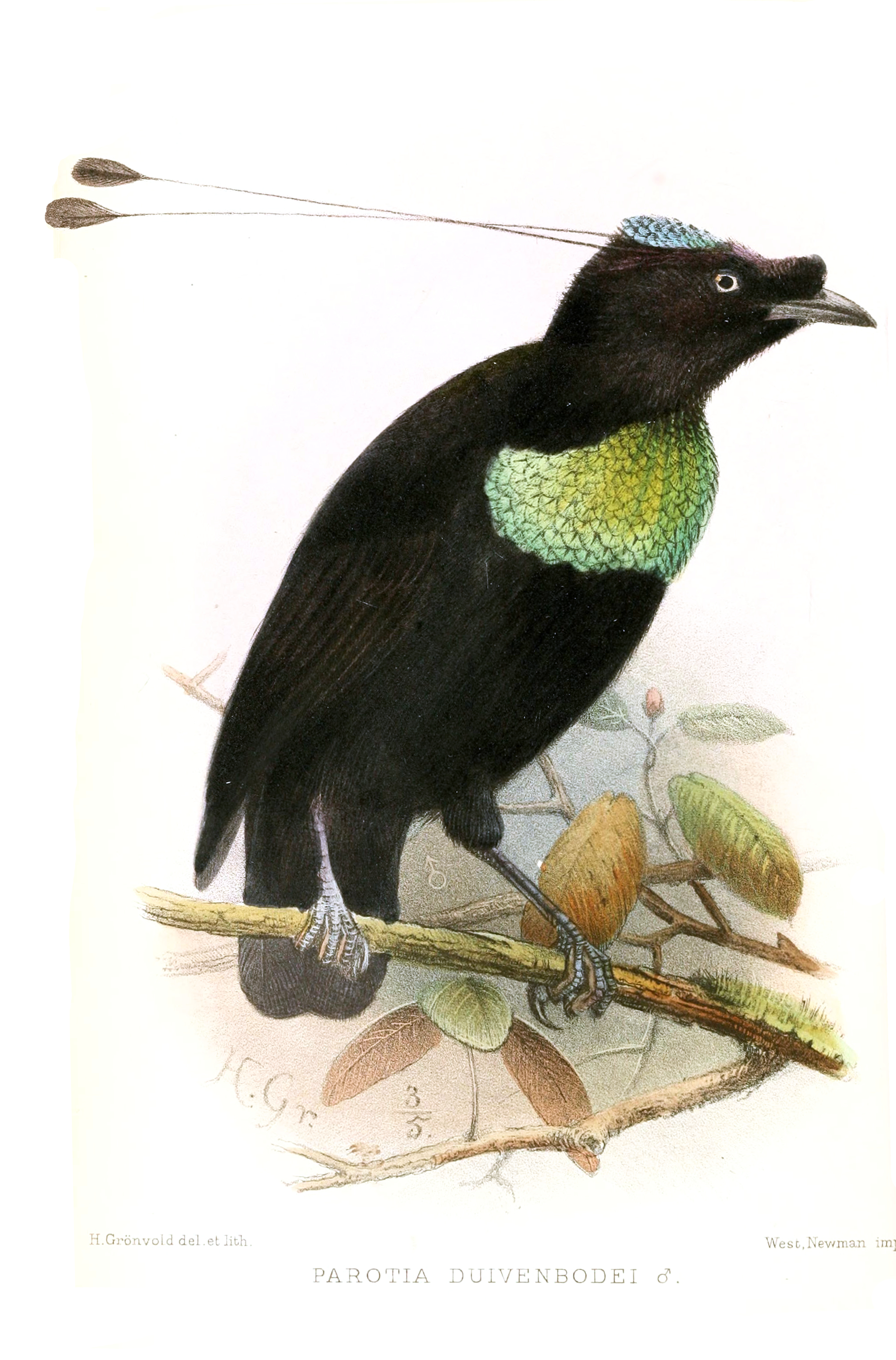
"Parotia duivenbodei", in realtà un ibrido.

- Parotia berlepschi Kleinschmidt, 1897 - paradisea dalle sei penne di von Berlepsch;
- Parotia carolae Meyer, 1894 - paradisea dalle sei penne della regina Carola;
- Parotia helenae De Vis, 1891 - paradisea dalle sei penne orientale;
- Parotia lawesii Ramsay, 1885 - paradisea dalle sei penne di Lawes;
- Parotia sefilata (Pennant, 1781) - paradisea dalle sei penne maggiore;
- Parotia wahnesi Rothschild, 1906 - paradisea dalle sei penne di Wahnes;

In passato se ne riconosceva una settima specie, Parotia duivenbodei Rothschild, 1900 della baia di Cenderawasih, che si è dimostrata in realtà essere un ibrido fra paradisea dalle sei penne maggiore e paradisea superba: sono inoltre noti casi di ibridazione anche fra paradisea dalle sei penne maggiore e paradigalla maggiore (inizialmente classificato come Loborhamphus nobilis Sharpe, 1908) e fra paradisea della regina Carola e paradisea superba (inizialmente classificato come Lophorina superba pseudoparotia Stresemann, 1934).
Nell'ambito della famiglia Paradisaeidae, le paradisee dalle sei penne sono vicine alla paradisea del re di Sassonia, con la quale vanno a formare un clade ben identificato e piuttosto distante dagli altri.
Il nome scientifico del genere si compone del prefissoide di origine latina para-, "vicino" e dalla parola greca ὠτίον (otíon, orecchio), col significato di "vicino all'orecchio", in riferimento ai lunghi ciuffi di penne ai lati della testa.